# Dolný Lieskov
Dolný Lieskov és un poble i municipi d'Eslovàquia que es troba a la regió de Trenčín.

## Història
La primera menció escrita de la vila es remunta al 1327.

## Demografia
| Godina             | 1994 | 2004   | 2014   | 2024   |
| ------------------ | ---- | ------ | ------ | ------ |
| Nombre de persones | 726  | 773    | 819    | 793    |
| Diferència         |      | +6,47% | +5,95% | −3,17% |

| Godina             | 2023 | 2024   |
| ------------------ | ---- | ------ |
| Nombre de persones | 809  | 793    |
| Diferència         |      | −1,97% |